# Rani (voornaam)
Rani is een Hindoestaanse meisjesnaam. De betekenis van de naam is koningin. De naam komt oorspronkelijk uit het Sanskriet (राज्ञी, rā́jñī) en wordt tevens gebruikt in het Hindoestani (⁧رانی⁩ of रानी, rānī).
Rani is ook een Hebreeuwse jongensnaam, en betekent zoveel als "lied".

## Bekende naamdraagsters
- Rani De Coninck, Belgisch radio- en tv-presentatrice
- Rani Khedira, Duits voetballer van Tunesische afkomst
- Rani Mukerji, Indiaas actrice en fotomodel
- Rani Nagels, Belgisch atlete